# هيكتور سيلفا (لاعب كرة قدم)
هيكتور سيلفا (بالإسبانية: Héctor Silva)‏ (17 يناير 1976 بسانتا في في الأرجنتين - ) هو لاعب كرة قدم أرجنتيني في مركز الهجوم. لعب مع أتليتيكو توكومان وانيستتوتو وبانفيلد وخميناسيا خوخوي ونادي بين أور ويونيون دي سانتا في وتاليريس كوردوبا وClub Atlético Paraná ‏ وJuventud Antoniana ‏ وClub Atlético Douglas Haig ‏ وGimnasia y Esgrima de Concepción del Uruguay ‏.

## وصلات خارجية
- هيكتور سيلفا على موقع قاعدة بيانات كرة القدم.إي يو (الإنجليزية)